# Disciplina (frusta)

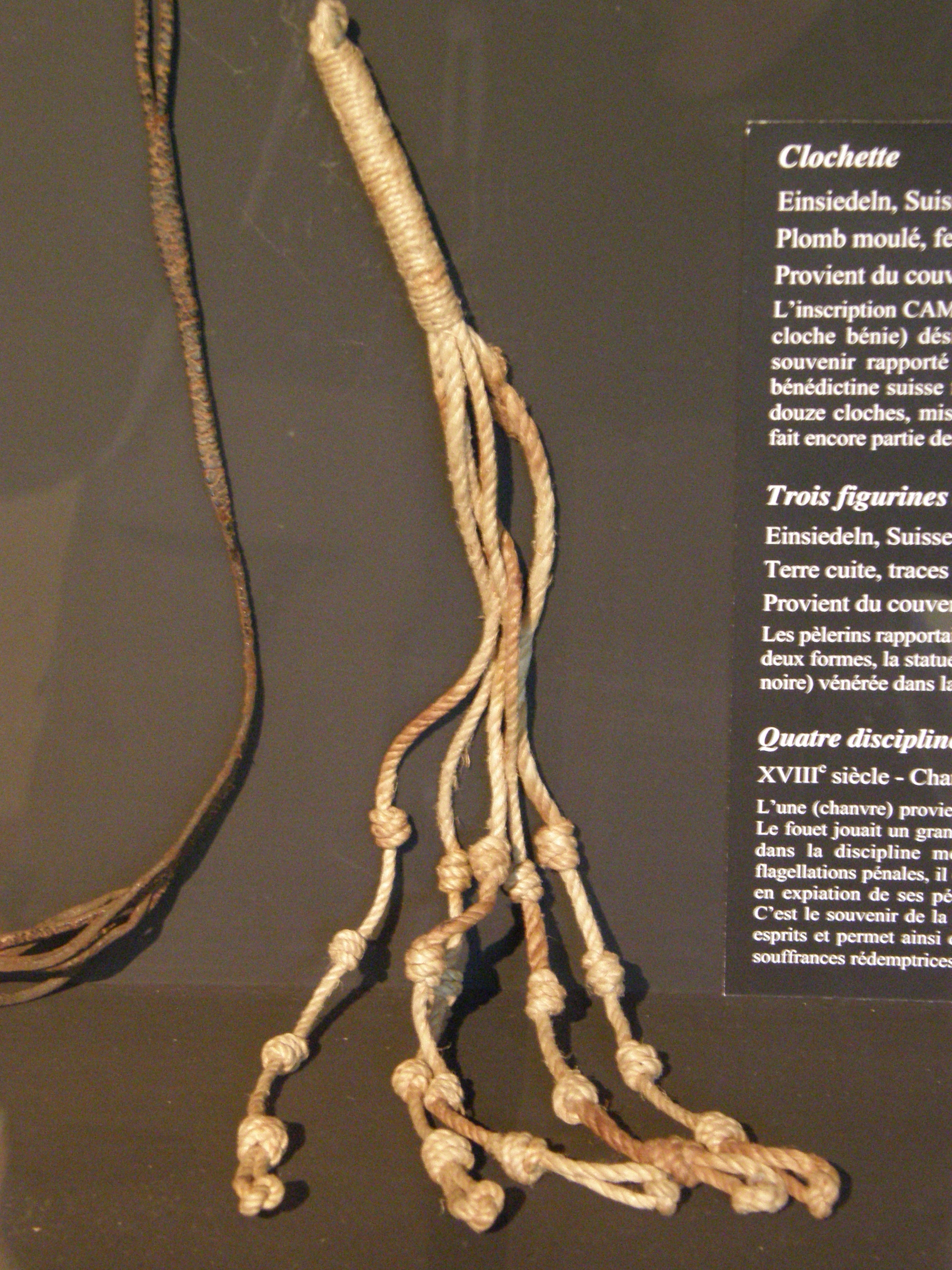
Una Disciplina in canapa (XVIII sec.). Le tracce rosse tra i fili sono probabilmente di natura ematica

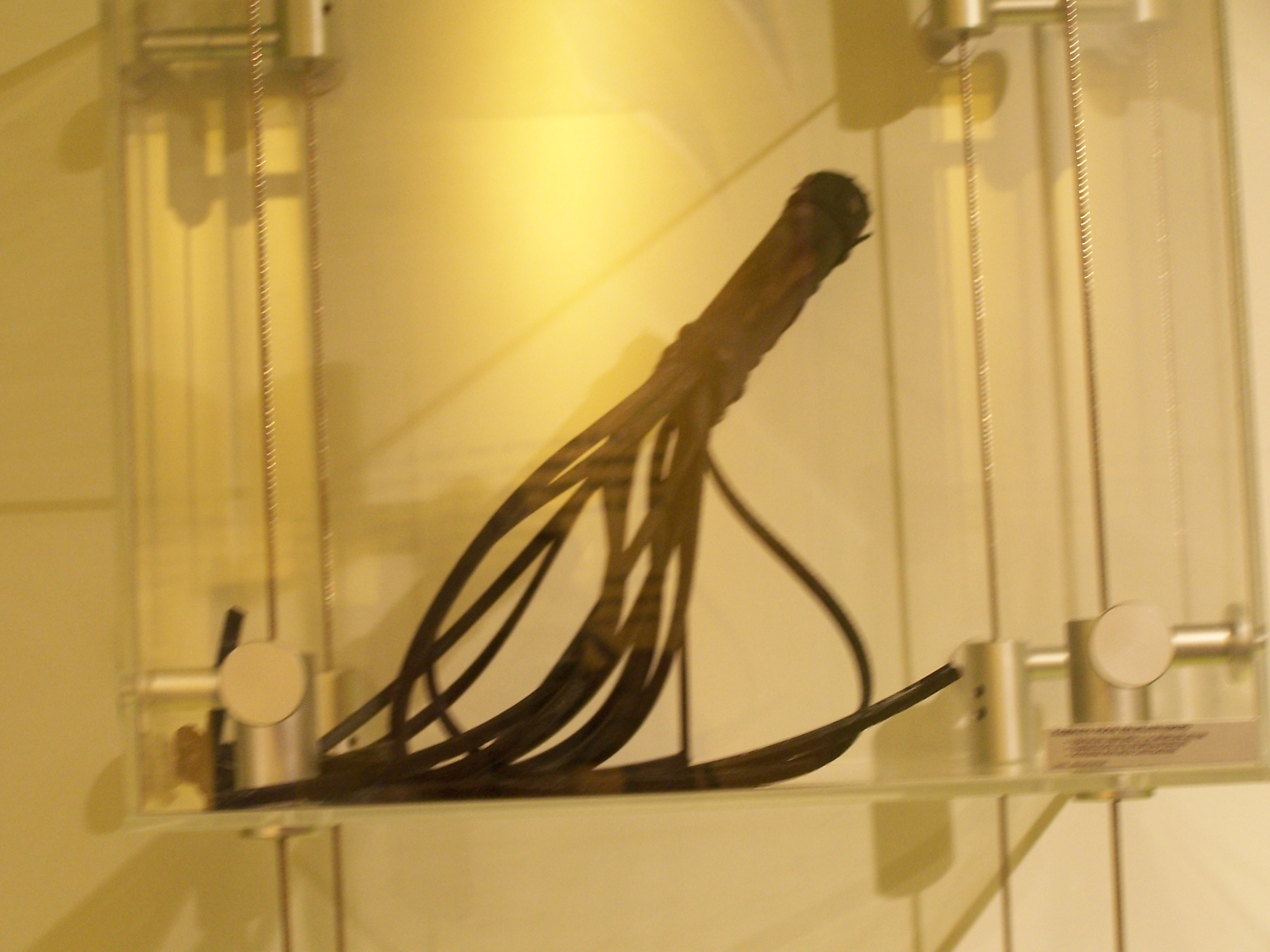
Riproduzione di una disciplina medioevale in cuoio

Una disciplina è una piccola frusta o flagello generalmente di cuoio, canapa o metallo usata per autoinfliggersi una punizione corporale (autoflagellazione), secondo un rituale religioso. 
Simile alla disciplina sono anche il gatto a nove code e il knout o knut, diffuso nella Russia dal XV secolo agli inizi del XX secolo, ma come forma di punizione corporale e che ha dato origine al modo di dire inglese "stare sotto lo knout" per indicare un regime autoritario molto duro (in tal senso il termine è usato da Michail Bakunin per il suo libro L'impero knouto-germanico, in cui critica l'Impero russo e il Secondo Reich tedesco).

## Descrizione
Una tipica disciplina è formata da parecchie strisce connesse ad un manico. Spesso, per renderla più efficace, si facevano nodi alle strisce o gli si attaccava pezzi metallici taglienti o ganci.

## Storia
La flagellazione era una pratica religiosa piuttosto diffusa in molte religioni del mondo antico, come per esempio il culto egiziano di Iside, o i misteri dionisiaci. Anche durante le feste romane dei lupercalia si usava fustigare le donne, per favorire la fertilità.
Nel mondo cristiano essa è suffragata da un passo biblico (Paolo, Prima lettera ai Corinzi 9,27: "anzi tratto duramente il mio corpo e lo trascino in schiavitù perché non succeda che dopo avere predicato agli altri, venga io stesso squalificato."). 
Verso la metà del XIII secolo, in Italia centrale, si sviluppò il movimento dei flagellanti, che organizzavano processioni le quali attraversavano le città mentre i penitenti si percuotevano a sangue, per espiare i peccati del secolo e preparare l'avvento del regno dello spirito. In seguito il movimento si estese a tutta l'Europa. 
Ancora oggi in occasione di particolari festività vi sono gruppi di persone che, sfilando in processione, si percuotono con flagelli fino a farsi sanguinare; ne sono un esempio i "flagellanti del Venerdì Santo" di San Lorenzo Maggiore e i flagellanti di Guardia Sanframondi durante i "Riti Settennali di penitenza" in onore all' Assunta ogni sette anni.
A livello personale e privato, molti esponenti religiosi hanno utilizzato discipline per mortificarsi, tra di loro ricordiamo anche Ignazio di Loyola, Josemaría Escrivá de Balaguer .